# Ingen tid til kærtegn
Ingen tid til kærtegn é um filme de drama dinamarquês de 1957 dirigido e escrito por Annelise Hovmand e Finn Methling. Foi selecionado como representante da Dinamarca à edição do Oscar 1958, organizada pela Academia de Artes e Ciências Cinematográficas.

## Elenco
- Eva Cohn - Lene
- Lily Weiding - Mor - Skuespillerinde Maria Lehmann
- Hans Kurt - Far - Direktør Mogens Vestergaard
- Jørgen Reenberg - Lærer Harting
- Yvonne Petersen - Anne
- Annelise Jacobsen - Frk. Sørensen
- Johannes Marott - Viggo
- Gerda Madsen - kolonialforretningsejer Fru. Jørgensen
- Karen Berg
- Betty Helsengreen - Bondekone
- Evald Gunnarsen - Erik